# 밀룬카 사비치
밀룬카 사비치(세르비아어: Милунка Савић)는 제2차 발칸 전쟁과 제1차 세계 대전에 참전한 세르비아의 여군으로, 1919년 전역 당시 계급은 중사였다. 그녀는 제1차 세계 대전에 참전한 여군 중에서 수 많은 훈장을 받은 몇 안 되는 여군이며., 전쟁 기간 내내 부상을 입은 적도 거의 없었을 정도로 싸움실력이 대단했다고 한다.